# Nobody Is Listening
Nobody Is Listening es el tercer álbum de estudio del cantautor británico Zayn. Fue publicado el 15 de enero de 2021 a través de RCA Records. Este álbum es su tercera publicación en solitario, la siguiente a Icarus Falls, publicado en 2018, y Mind of Mine, publicado en 2016. El cantante empezó a grabar el álbum a inicios de 2020. Nobody Is Listening está precedido por los sencillos "Better" y "Vibez".
El álbum contiene treinta pistas incluyendo los dos sencillos. Malik dijo tener "el reinado creativo total" en el proyecto, así como "ha podido hacer la música que siempre quiso". Malik describe el álbum como su "proyecto más personal hasta la fecha" en una entrevista con Entertainment Daily.

## Título y carátula
La carátula del álbum ha sido diseñada por Malik y está inspirada en el expresionismo y el grafiti. Fue revelada en la página web oficial de Zayn el 8 de enero de 2021.

## Recepción crítica
El álbum consigue una puntuación general de 62 sobre 100 en Metacritic basado en seis revisiones, indicando "generalmente revisiones favorables".
Dhruva Balram de NME escribió que el álbum "tiene sus defectos" y que "no añade muchos colores nuevos a su paleta" pero lo alabó por ser "tremendamente íntimo y dulce" y "pop tranquilo y resuelto" y diciendo que es un paso "en una dirección nueva y fresca para el enigmático artista". Escribiendo para Rolling Stone, Brittany Spanos sentía que Malik "encontró su parte dulce" en la grabación, nombrando "Tightrope" y "River Road" como "dos de las mejores canciones de Malik hasta la fecha". Jem Aswad de Variety calificó el álbum "conciso y al punto" y sentía que "prepara el ambiente para cualquier cosa por venir". Malvika Padin de Clash sentía que la grabación "indica que  Malik ha conseguido alguna clase de claridad sobre la dirección que  quiere tomar en su carrera como artista en solitario" y que es "su obra más personal, pero solo ofrece ínfimos vistazos de la personalidad de Zayn" a pesar de que siente que el álbum tiene "mínima producción y pocos momentos de experimentación".
En una revisión menos positiva, Alexandra Pollard de The Independant opinó sobre el álbum como "un blancmange de R&B aguado" y sentía que carece de personalidad. Continuó escribiendo que "las letras sesienten insultantemente sin esfuerzo" y que él "no la hace [a su voz] justicia aquí". Kate Solomon de The Daily Telegraph siente que el álbum carece de personalidad y escribe que "no tiene nada maduro que decir" y "ha fallado intentando sacar lo mejor de su talento".

## Lista de canciones
Créditos adaptados de Tidal.
| Nobody Is Listening |                                |                                                                                                |                            |          |  |
| N.º                 | Título                         | Escritor(es)                                                                                   | Productor(es)              | Duración |  |
| 1.                  | «Calamity»                     | Zayn Malik                                                                                     | Zayn y Unicorn Waves       | 3:07     |  |
| 2.                  | «Better»                       | Malik, David Brown, Dustin Bowie, Michael McGregor, Cole Citrenbaum y Philip von Boch Scully   | Scully y Citrenbaum        | 2:54     |  |
| 3.                  | «Outside»                      | Malik, Khalid Robinson y Ryan Vojtesak                                                         | Charlie Handsome           | 3:28     |  |
| 4.                  | «Vibez»                        | Malik, Rogét Chahayed, Michael Orabiyi, Nija Charles y Darnell Donohue                         | Chahayed y Scribz Riley    | 2:43     |  |
| 5.                  | «When Love's Around» (con Syd) | Malik, Sydney Bennett, Nicholas Eaholtz, Jay Oyebadejo y David Rosser                          | Nicky Davey y Jay Kurzweil | 3:11     |  |
| 6.                  | «Connexion»                    | Malik, Talay Riley, Roger Kleinman y Zachary Seman                                             | Kleinman y Seman           | 3:16     |  |
| 7.                  | «Sweat»                        | Malik, Alexander Oriet, David Phelan y Negin Djafari                                           | Saltwives                  | 3:52     |  |
| 8.                  | «Unfuckwitable»                | Malik, Nikki Flores, Rickie Tice, Kimberly Krysiuk, Dan Henig, Rubén Hernandez y Samik Ganguly | Red Buttonz y Symphony     | 2:44     |  |
| 9.                  | «Windowsill» (con Devlin)      | Malik, James Devlin, Natalie Dunn, Theodore Rubin, Oriet y Phelan                              | Saltwives                  | 3:08     |  |
| 10.                 | «Tightrope»                    | Malik, Ravi Badayuni, Shakeel Badayuni, David Harris, Jacob Durrett y Ernest Keith Smith       | Harris, Durrett y Smith    | 3:24     |  |
| 11.                 | «River Road»                   | Malik y Henrique Andrade                                                                       | Zayn y Andrade             | 3:56     |  |
| 35:43               |                                |                                                                                                |                            |          |  |

## Créditos y Personal
Créditos adaptados de Tidal.
Intérpretes
- Philip von Buch Scully - guitarra, percusión, programación (2)
- Nick Green - caja de ritmos (5)
- Dave Rosser - guitarra, sintetizador (5)
- Alex Oriet - batería, guitarra, teclados, programación (7, 9)
- David Phelan - batería, guitarra, teclados, programación (7, 9)
- David Ryan Harris - programación (10)

Técnicos
- Denis Kosiak - mezcla
- Jon Castelli - mezcla
- Dale Becker - masterización
- Josh Deguzman - ingeniería
- Nicky Davey - ingeniería (5)
- Alex Oriet - ingeniería (7, 9)
- David Phelan - ingeniería (7, 9)
- David Harris - ingeniería (10)
- Henrique Andrade - grabación (2-5, 8, 10-11)
- Hector Vega - asistente de ingeniería (2, 6)

## Posicionamiento en listas
| Listas (2021)                       | Mejor posición |
| ----------------------------------- | -------------- |
| Alemania (Offizielle Top 100)       | 35             |
| Argentina (CAPIF)                   | 2              |
| Australia (ARIA)                    | 10             |
| Bélgica (Ultratop flamenca)         | 22             |
| Bélgica (Ultratop valona)           | 83             |
| Canadá (Billboard Canadian Albums)  | 21             |
| Escocia (Scottish Albums Chart)     | 88             |
| Estados Unidos (Billboard 200)      | 44             |
| Finlandia (Suomen Virallinen Lista) | 21             |
| Irlanda (OCC)                       | 32             |
| Italia (FIMI)                       | 8              |
| Noruega (VG-lista)                  | 22             |
| Nueva Zelanda (Recorded Music NZ)   | 31             |
| Países Bajos (Album Top 100)        | 31             |
| Polonia (ZPAV)                      | 5              |
| Portugal (AFP)                      | 1              |
| Reino Unido (UK Albums Chart)       | 17             |
| Suecia (Sverigetopplistan)          | 20             |
| Suiza (Schweizer Hitparade)         | 17             |